# Saladoblanco
Saladoblanco – miasto w Kolumbii, w departamencie Huila.